# Angraecum subulatum
Angraecum subulatum är en orkidéart som beskrevs av John Lindley. Angraecum subulatum ingår i släktet Angraecum och familjen orkidéer. Inga underarter finns listade i Catalogue of Life.

## Bildgalleri

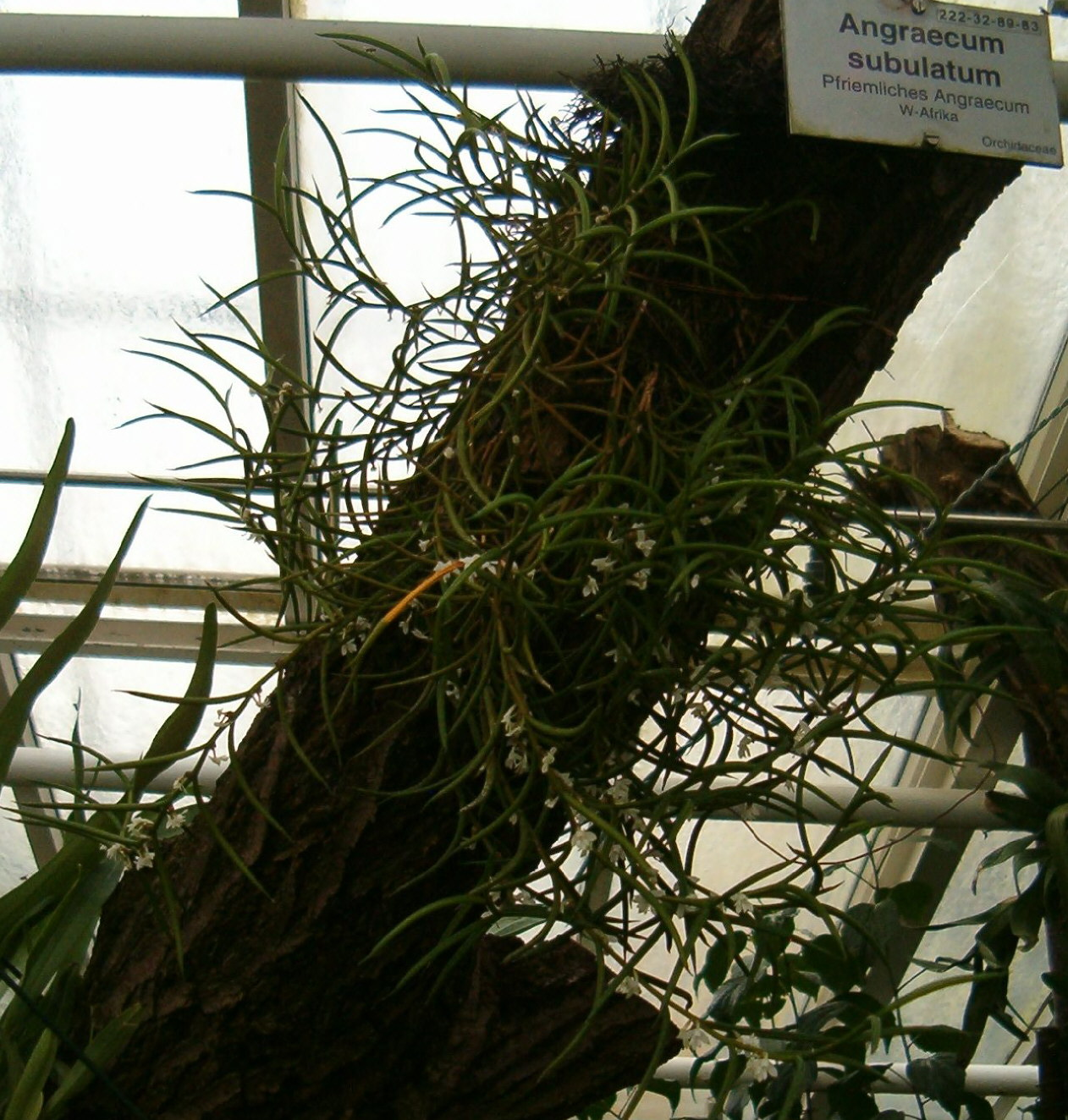
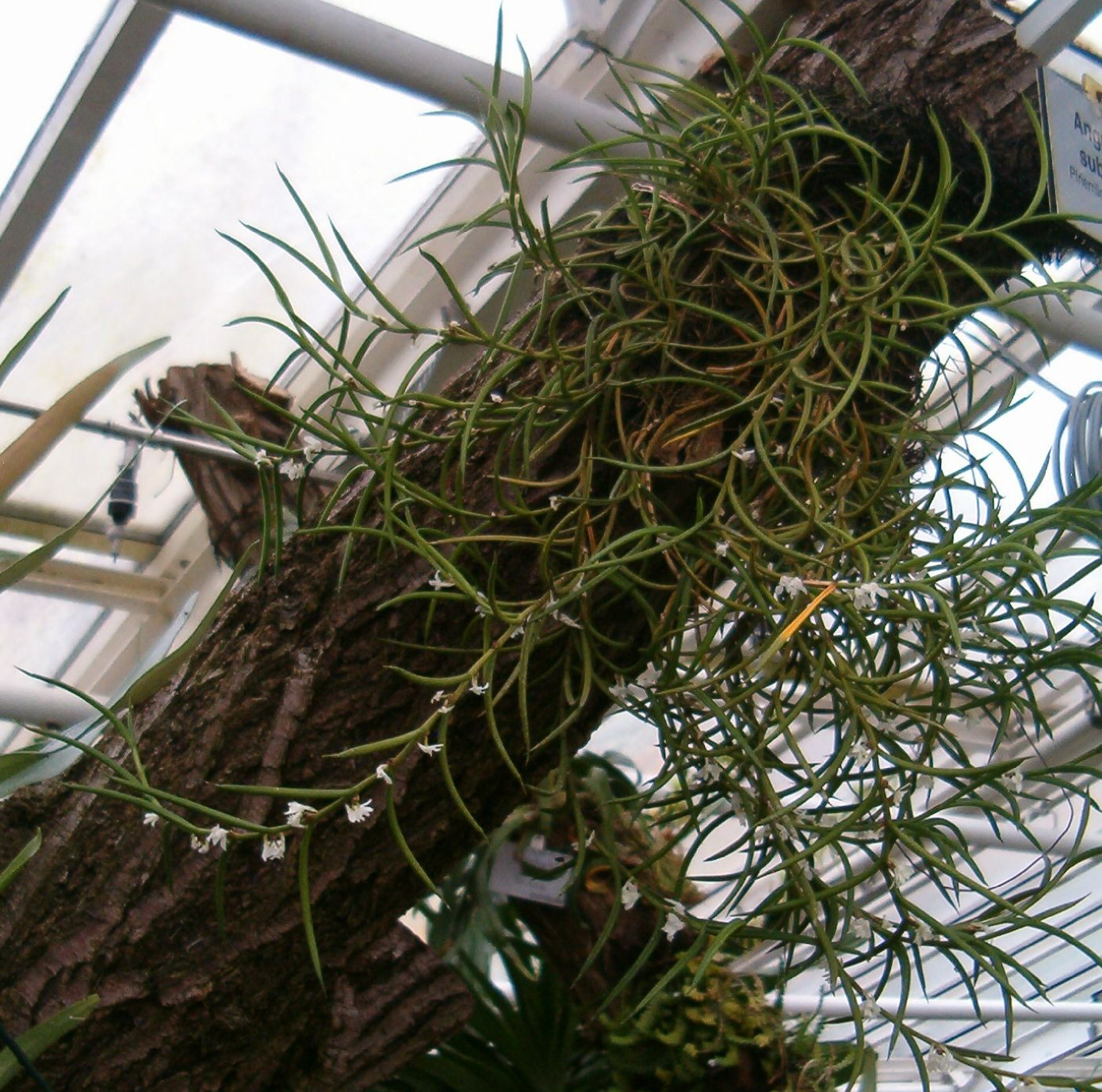
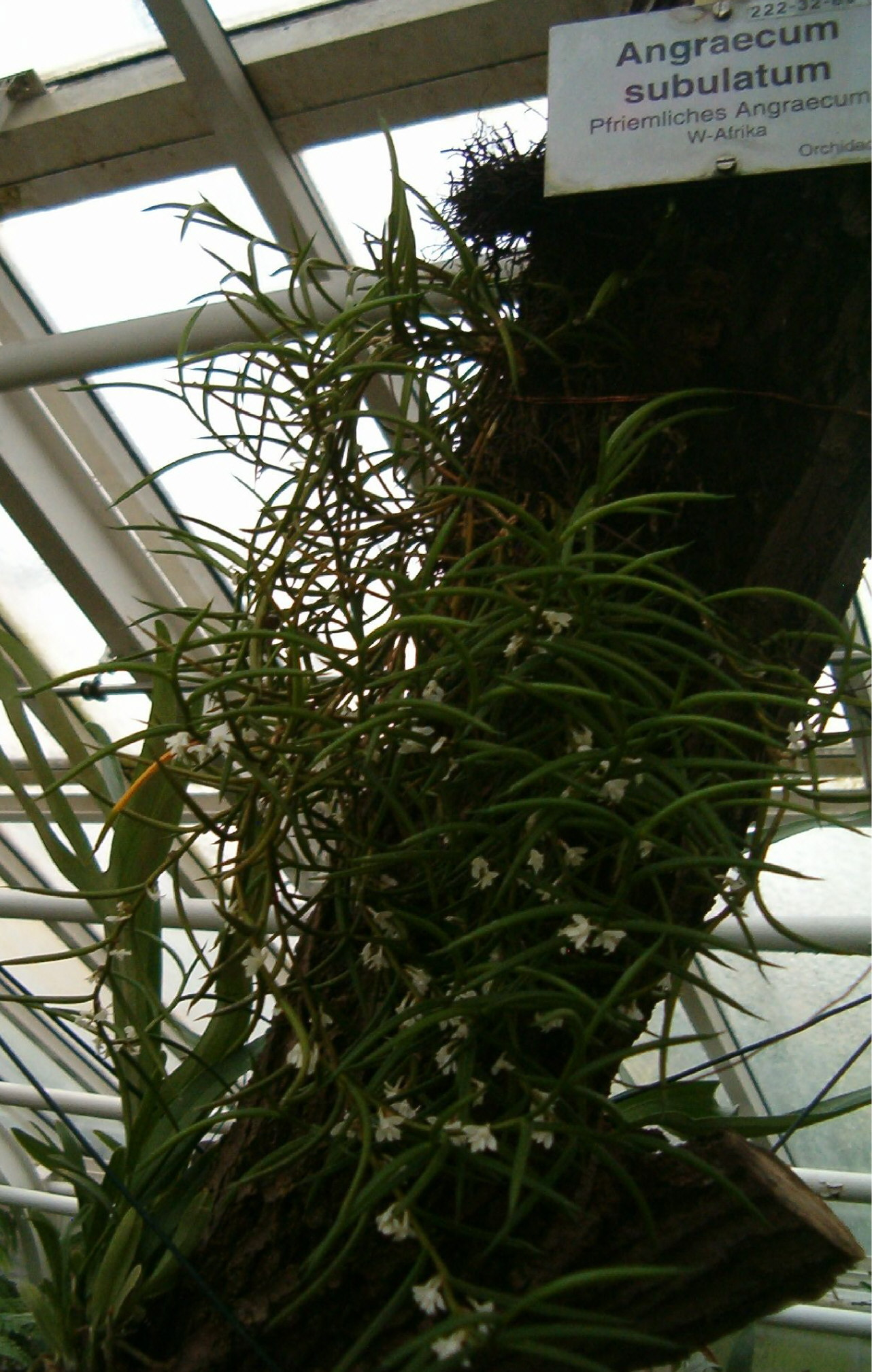